# Hugh Ronzani
Hugh Ronzani (* 1985) ist ein australischer Sänger, Komponist und Musikpädagoge. Bekannt für seine vielseitigen Kompositionen, hat Ronzani durch seine Mitwirkung beim Australian Brandenburg Orchestra und als Gastgeber des Podcasts „Baroque Now“ zur Verbreitung der Barockmusik beigetragen.

## Leben
Hugh Ronzani lebt und arbeitet in Sydney. Nach Beginn seines Studiums am Musikkonservatorium der University of Sydney 2004 absolvierte er ein Masterstudium am Royal College of Music mit einem Stipendium der Worshipful Company of Musicians. Kompositionsunterricht erhielt er bei Jonathan Cole (* 1970). Er hat im Laufe seiner Karriere ein umfangreiches musikalisches Portfolio entwickelt. Informationen über seine frühe Ausbildung und musikalischen Einflüsse sind öffentlich nicht umfassend dokumentiert. Ronzani hat sich im Bereich der Musik sowohl als Komponist als auch als Förderer etabliert. Als Moderator des Podcasts „Baroque Now“ trägt Ronzani durch Gespräche mit Musikern und Experten zur Bildung und Unterhaltung bei und fördert das Verständnis und die Wertschätzung der Barockmusik. Er leitete 2010 den Brandenburg Choir in Australien.

## Werke (Auswahl)
Ronzani hat ein breites Spektrum an musikalischen Werken komponiert, die verschiedene Instrumentengruppen und Ensembles umfassen. Sein Engagement beim Australian Brandenburg Orchestra, einem führenden Ensemble für Barockmusik in Australien. Sein Schwerpunkt liegt auf Kompositionen für Chor. Hier nutzt er die vielfältigen Klangfarben der menschlichen Stimme, beeinflusst durch seine Forschungen zum Obertongesang.
- Un amour sans sommeil für zwei Soprane, Bariton und Klavier, 2007
- Tuvan Whispers für Orchester, 2007
- SCORETEX, 2007
- Ora che sei venuta für Sopran, Flöte, Klarinette in A und Fagott, 2007
- Jobs CoöfideKce für tegemischtenFagott, 20082011, Text: Ijob 19, 23–27
- Alma redemptoris mater, Auftragswerk für den Brandenburg Choir, 2009, 2011 eingespielt vom Brandenburg Choir, der Sopranistin Louise Prickett und dem Altisten Adam Leslie unter der Leitung von Paul Dyer, 2012 auf der CD A Brandenburg Christmas beim Label ABC Classics veröffentlicht
- Die Hard (Minimalist ?), 2009
- Etymon für Hohe Stimme, 2009
- Siyinqaba für Klavier, 2009
- Dark Pieces, 2010
- Dormance für Klarinette in B, Horn in F, Harf, zwei Violinen und Violoncello, 2010
- Lapidou für Klavier zu vier Händen, 2010
- Lochaline SJ für Bariton, Flöte und Viola, 2010
- Silhouette für Gitarre, 2010
- Lift für Bassklarinette in B, Altsaxophon, Posaune und Vibraphon, 2010
- Wobbly Legs für Viola da gamba, 2010
- In the Meadow, Klarinette in B, Schlagzeug, Klavier und Violine, 2010
- L’aube, Uraufführung mit dem Brandenburg Orchestra am 22. Februar 2024 in Melbourne